# Sistema eliocentrico

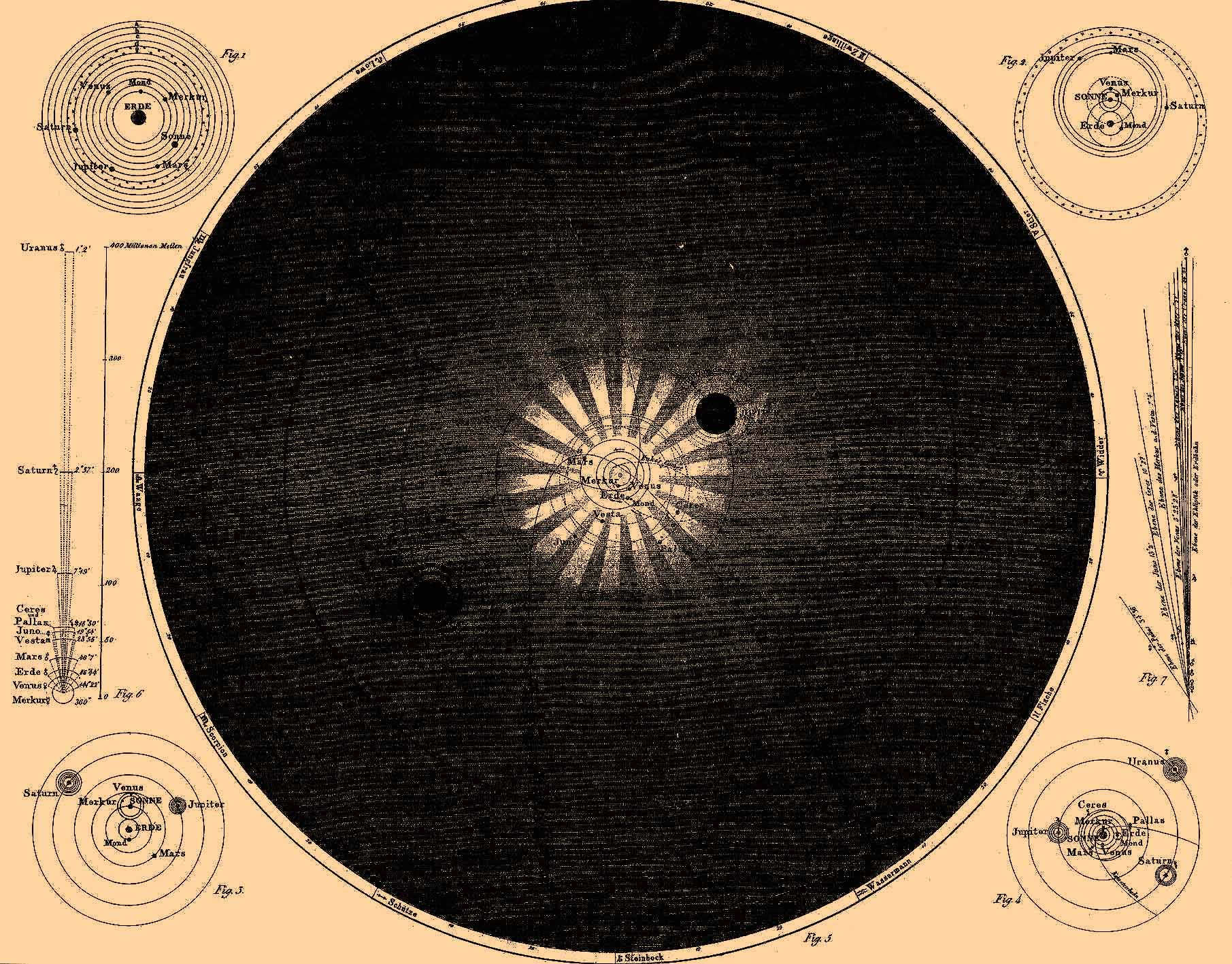
Illustrazione che raffigura il Sole al centro di un universo circolare, dal Dizionario Enciclopedico Brockhaus ed Efron (1890-1907)

L'eliocentrismo (dal greco antico ἥλιος?, hḕlios, "sole" e κέντρον, kéntron, "centro") è un modello astronomico che pone il Sole al centro del sistema solare, con i pianeti che gli girano intorno. 
Storicamente, nell'eliocentrismo il Sole era ritenuto centro del cosmo, termine con cui si designava l'insieme degli astri noti, prima dell'introduzione del concetto di universo (apparso solo con la rivoluzione scientifica). La distinzione fra sistema solare ed universo, rilevante nelle controversie cosmologiche e religiose riguardanti l'eliocentrismo, non è stata fino a quell'epoca chiara.
L'eliocentrismo è opposto al geocentrismo, che poneva invece la Terra al centro del sistema solare, facendo ruotare la Luna, il Sole e i pianeti attorno ad una Terra immobile.

## Storia

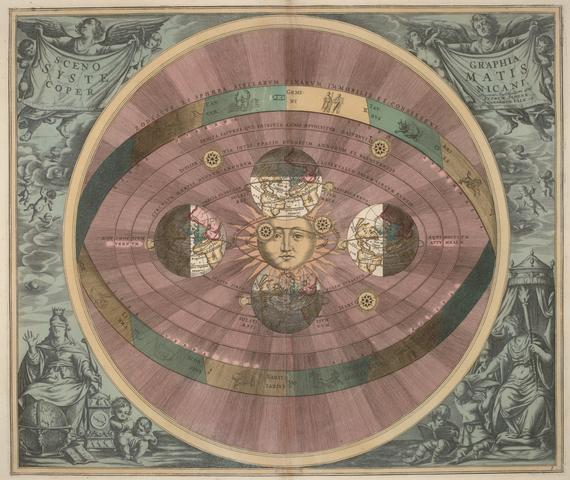
Il sistema eliocentrico in un disegno del 1708 di Andreas Cellarius

### Sistemi pre-copernicani
Già in ambito pitagorico vi furono idee eliocentriche tramandate in forma di mito (le immagini del Sole come Apollo Musagete che suona la lira dalle sette corde, o come Pan che soffia al suo flauto dalle sette canne, un'allegoria del sistema eliocentrico con i sei pianeti e la Luna), ed anche in seguito l'astronomia greca avanzò alcuni modelli alternativi al geocentrismo e alle sfere omocentriche di Eudosso di Cnido, a partire ad esempio con Eraclide Pontico (385-322 a.C.). Nato ad Eraclea Pontica, ma trasferitosi ad Atene, dove fu probabilmente discepolo di Aristotele al Liceo, Eraclide, per spiegare il moto diurno dei cieli, pensò ad un moto della terra intorno al proprio asse da occidente ad oriente; probabilmente ipotizzò il movimento di Venere e di Mercurio intorno al Sole.
In seguito il geocentrismo fu rifiutato anche da Epicuro. Nella prima metà del III secolo a.C. Aristarco di Samo (citato nelle carte di Copernico)teorizzò esplicitamente l'eliocentrismo nella sua forma attuale e successivamente, secondo la testimonianza di Plutarco, Seleuco di Seleucia ne dette anche una dimostrazione. La teoria eliocentrica fu però fermamente rifiutata, nel II secolo d.C., da Tolomeo, che era certo della centralità ed immobilità della Terra nell'universo.
Il modello geocentrico delle sfere omocentriche rivelava difficoltà non indifferenti nella descrizione del moto dei pianeti. Da un'osservazione della volta celeste le traiettorie descrivono dei cappi sulla volta celeste piuttosto che dei moti regolari, come previsto dal modello aristotelico. Astronomi come Eudosso ipotizzavano delle sfere complementari che concorrono con il moto delle 7 principali, proprie dei pianeti, arrivando ad un numero di 15 solo per Mercurio, senza giungere a costruire un modello attendibile.
Tolomeo descrisse il sistema degli epicicli, ovvero un sistema di sole 7 sfere, delle quali ciascuna ne trasporta una dove è incastonato il rispettivo pianeta. Un modello notevolmente semplificato ed in linea con il principio filosofico aristotelico, ma tutt'altro che preciso. Il Cristianesimo avallò poi la cosmologia tolemaica in quanto compatibile con le Sacre Scritture (in Giosuè, cap. X si legge in effetti il famoso "Fermati, o Sole!", mentre nel Salmo 136:8 viene lodato il Signore che fece " Il sole, per avere il reggimento [εἰς ἐξουσίαν, in potestatem] del giorno").

### Il sistema di Copernico

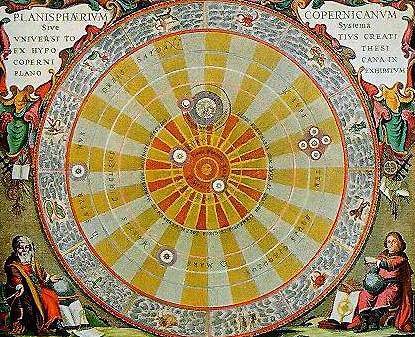
Rappresentazione dell'universo eliocentrico copernicano

Nel 1543 l'astronomo polacco Niccolò Copernico (1473-1543), con il suo De Revolutionibus orbium coelestium (Le rivoluzioni dei mondi celesti) propose la corretta visione del sistema solare: qui Copernico formulò nuovamente una teoria eliocentrica, nata per sostituire totalmente la teoria tolemaica. È dunque il Sole - e non la Terra - ad essere al centro del sistema solare e dell'Universo.
L'ipotesi di Niccolò Copernico era basata essenzialmente su calcoli astronomici, forse anche grazie al contributo islamico che, riprendendo alcuni studi greci, tra cui Aristarco di Samo, a partire dal X secolo aveva cominciato a esporre i propri dubbi (shukūk) sulla validità del modello geocentrico tolemaico e sull'apparente immobilità della Terra. All'osservatorio astronomico di Maragha, fatto costruire a Samarcanda dal timuride Ulugh Beg, la rotazione terrestre fu discussa da Naṣīr al-Dīn al-Ṭūsī e da 'Ali al-Qushji (n. 1403), usando di fatto i medesimi argomenti di Copernico. Copernico impostò la nuova teoria al fine di ridurre la complessità dei calcoli necessari a prevedere le posizioni dei pianeti. Ciononostante, con la sua riforma astronomica vennero ad aprirsi problemi di ordine cosmologico e filosofico: la centralità della Terra viene a mancare, sia in senso astronomico che metafisico.
Copernico era uno scienziato di fama all'interno della cerchia ecclesiastica. Fu consultato dal V Concilio Laterano (1512-1517) in merito alla riforma del calendario. Copernico in realtà cominciò a scrivere la sua opera nel 1506 e la finì nel 1530, ma non fu pubblicata fino all'anno della sua morte. La pubblicazione del 1543 del De Revolutionibus causò aspre polemiche nella chiesa protestante ma non in quella cattolica. Il libro, dedicato al papa Paolo III, nella versione a stampa conteneva una prefazione non firmata (ma attribuibile con certezza ad Andreas Osiander) in cui si sosteneva che il sistema descritto da Copernico era semplicemente un modello matematico, che non voleva rappresentare la realtà. Forse proprio grazie a tale prefazione, il lavoro dello scienziato non diede adito a grandi discussioni circa la sua possibile eresia nei successivi sessant'anni.

### Dopo Copernico

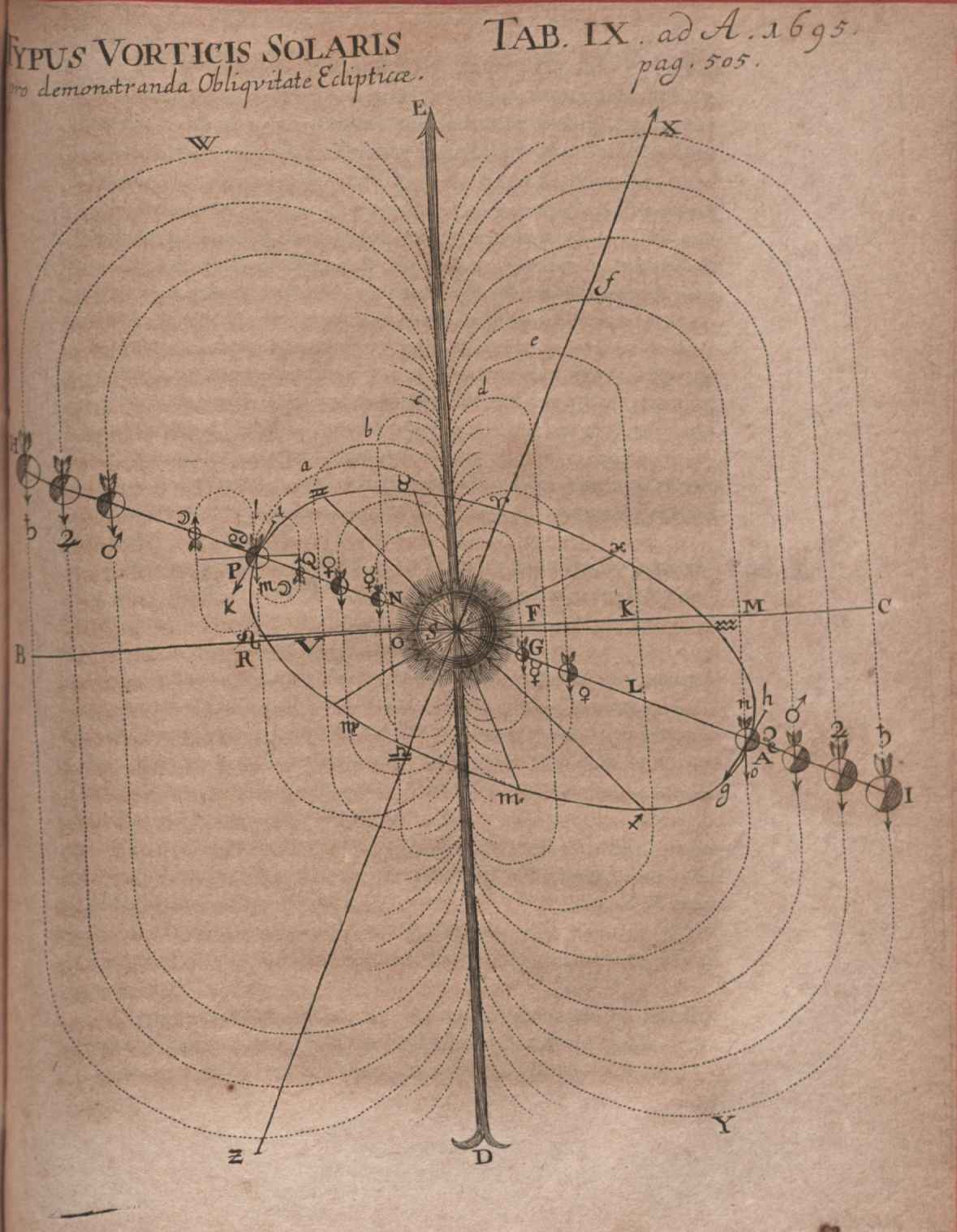
Il sistema eliocentrico negli Acta Eruditorum del 1695

La teoria eliocentrica di Copernico fu in seguito rivisitata da Galileo Galilei. Verso la fine del 1610 padre Cristoforo Clavio scrisse a Galilei per informarlo che i suoi colleghi gesuiti avevano confermato le sue scoperte. Galileo fu ricevuto da Paolo V mentre i gesuiti del Collegio Romano organizzarono una giornata di studio per celebrare le scoperte dello scienziato toscano. Lo studio di Galileo del 1612 sulle macchie solari fu salutato dalle congratulazioni del cardinal Maffeo Barberini, futuro Papa Urbano VIII. La Chiesa considerava l'eliocentrismo una teoria interessante ma ancora da dimostrare pienamente, dal momento che ancora fino alla prima metà del XVIII secolo avrà avuto solo conferme indirette. Infatti, Galileo ancora non sapeva rispondere alla critica della mancata evidenza degli spostamenti della parallasse terrestre e non sapeva dare fondamento alla sua certezza che le maree fossero una prova del movimento della terra (idea infondata). Il Sant'Uffizio inquisì Galileo Galilei perché egli affermava la validità scientifica dell'eliocentrismo quando ancora non erano stati sciolti tutti i dubbi. Lo scontro passò dal piano scientifico a quello dottrinale e politico e per questo fu condannato al carcere a vita, che poi fu trasformata in una condanna agli arresti domiciliari, che dovette scontare nella propria villa di Arcetri. Inoltre fu condannato a recitare preghiere quotidiane per tre anni e dovette pronunciare un atto di abiura, ovvero una dichiarazione scritta in cui disconosceva la "falsa opinione" della teoria: i reati di opinione, soprattutto quando avevano implicazioni politiche, furono sostanzialmente annullati in Europa solo dopo la seconda guerra mondiale.
Le prime conferme dirette arrivarono dalla prima metà del secolo XVIII, in particolare dal lavoro di James Bradley: dunque, nella seconda metà del settecento anche tra gli studiosi cristiani il sistema copernicano si affermò diffusamente, al punto che nel 1748 il divieto alla pubblicazione di tale teoria, introdotto nel 1616, risultava ormai scomparso dall'Indice del Sant'Uffizio. Tuttavia, un atto formale di conferma della piena legittimità della verità scientifica del sistema copernicano non solo come mera ipotesi arriverà solo nel 1820, con l'avallo di Pio VII alla pubblicazione di un saggio di ottica e astronomia del P. Giuseppe Settele, professore all'Archiginnasio romano. La dimostrazione definitiva della correttezza della teoria eliocentrica arrivò nel 1851 per opera del fisico Jean Bernard Léon Foucault, attraverso l'esperimento del Pendolo di Foucault.
Albert Einstein dimostrò che, più correttamente e propriamente, i pianeti non girano intorno al Sole, ma si muovono in linea retta (principio di inerzia nello spazio vuoto) all'interno di uno spazio-tempo incurvato localmente dal campo gravitazionale del Sole (v. geodetica).